# Jesse Leonard Greenstein
Jesse Leonard Greenstein, ameriški astronom, * 15. oktober 1909, New York, New York, ZDA, † 21. oktober 2002.
Greenstein je skupaj s Henyeyjem izumil nov spektograf in širokokotno kamero. Deloval je tudi na razvoju vojaških izvidniških satelitov.
Po njem se imenuje asteroid glavnega pasu 4612 Greenstein.